# Röderschlösschen

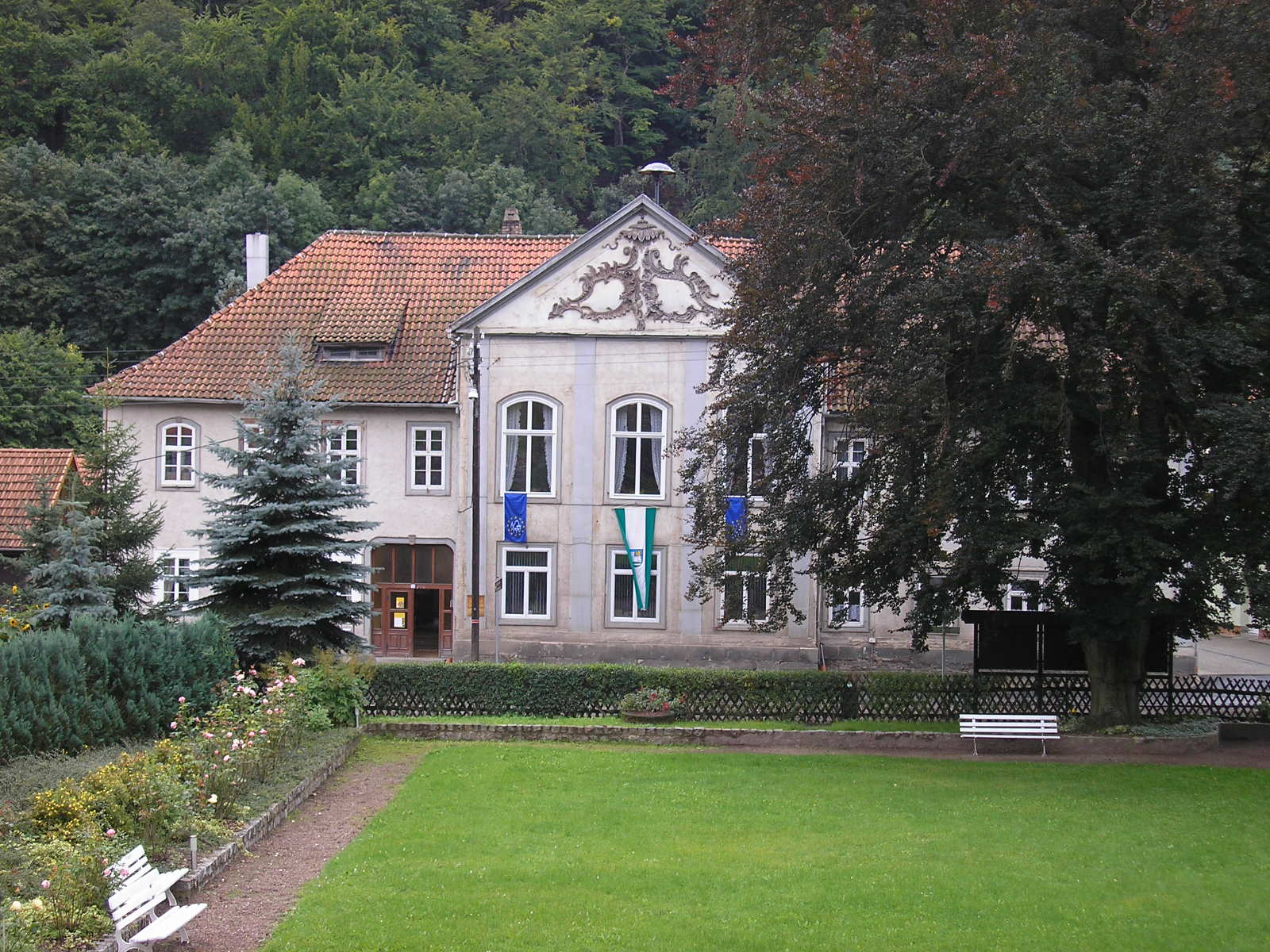
Das Röderschlösschen

Das Röderschlösschen befindet sich in Liebenstein im Ilm-Kreis in Thüringen.

## Geschichte
Das Röderschlösschen wurde um 1750 als Wohnsitz für den Freiherrn Röder erbaut. Er nutzte das Schlösschen nur ein Jahr. 1850 kam der Besitz an das Herzogtum Sachsen-Coburg und Gotha. Es wurde als Hauptquartier des Herzogs genutzt. Später waren in diesem Anwesen verschiedene Ämter untergebracht. Es wurde sogar Justizamt und Gefängnis, das 1920 wieder aufgelöst worden ist.
Nach dem Zweiten Weltkrieg übernahm die Gemeinde das Anwesen. Es beherbergte nun das Gemeindebüro, das Heimatmuseum, die Bibliothek sowie eine Versammlungsstätte.

## Gestalterische Merkmale
Das Schlösschen besitzt strukturierte Wappenkartuschen im Rokokostil. Das Giebeldreieck am Gebäude ist ebenfalls bemerkenswert gestaltet. Der Festsaal besitzt eine verzierte Stuckdecke mit ausgeformten Rosetten. Im Jahr 1997 sind die neuzeitlichen Zwischenwände abgetragen und die Stuckdecke freigelegt worden.